# Puchar Świata w biegach narciarskich 2008/2009
Sezon 2008/2009 Pucharu Świata w biegach narciarskich rozpoczął się 22 listopada 2008 w szwedzkim Gällivare, a ostatnie zawody z tego cyklu zaplanowano na 22 marca 2009 we szwedzkim kurorcie Falun. W porównaniu do poprzedniego sezonu nie odbyły się zawody w Beitostølen, Canmore i Bormio, a zamiast nich zostały zorganizowane zawody w La Clusaz, Whistler (zawody przez igrzyskami olimpijskimi) i Valdidentro. Dodatkowo został także zorganizowany finał PŚ w Sztokholmie i Falun.
Puchar Świata był rozgrywany w 12 krajach i 17 miastach na dwóch kontynentach. W trzech miejscowościach odbyły się trzy konkursy. Pierwszy raz zdarzyło się to zaraz po Tour de Ski w kanadyjskim Whistler. Była to próba przedolimpijska. Dwa tygodnie później w rosyjskim Rybińsku rozegrane zostały trzy konkursy indywidualne. Ostatni raz trzy razy zawodniczki w jednym mieście wystartowały pod koniec sezonu w finałowych zawodach w Falun.
Obrończynią Kryształowej Kuli wśród kobiet była Finka Virpi Kuitunen, która wygrała poprzednie dwie edycje. Wśród mężczyzn Czech Lukáš Bauer. Obojgu nie udało się obronić trofeum.
Zwycięzcami pucharu świata zostali: wśród kobiet Justyna Kowalczyk, która została pierwsza Polką, zwyciężczynią PŚ. Wśród mężczyzn najlepszy okazał się Dario Cologna, który stał się pierwszym Szwajcarem, który wygrał tę imprezę.

## Nowości w pucharze świata
W tym sezonie wprowadzono do zawodów pucharu świata nowe zasady, które mają urozmaicić zawody. Głównie dotyczą one biegów długich tj. biegów na 30 kilometrów wśród kobiet i 50 kilometrów wśród mężczyzn. Po pierwsze zawodnicy, bądź zawodniczki mogą w czasie biegu zmieniać kilkakrotnie narty, a po drugie wprowadzono lotne premie na których można zdobyć odpowiednio 15 punktów za pierwsze miejsce, 10 za drugie i 5 za trzecie. Pierwszy raz te zmiany można było zaobserwować podczas zawodów w Trondheim 14 marca 2009 roku.

## Zwycięzcy

### Kobiety

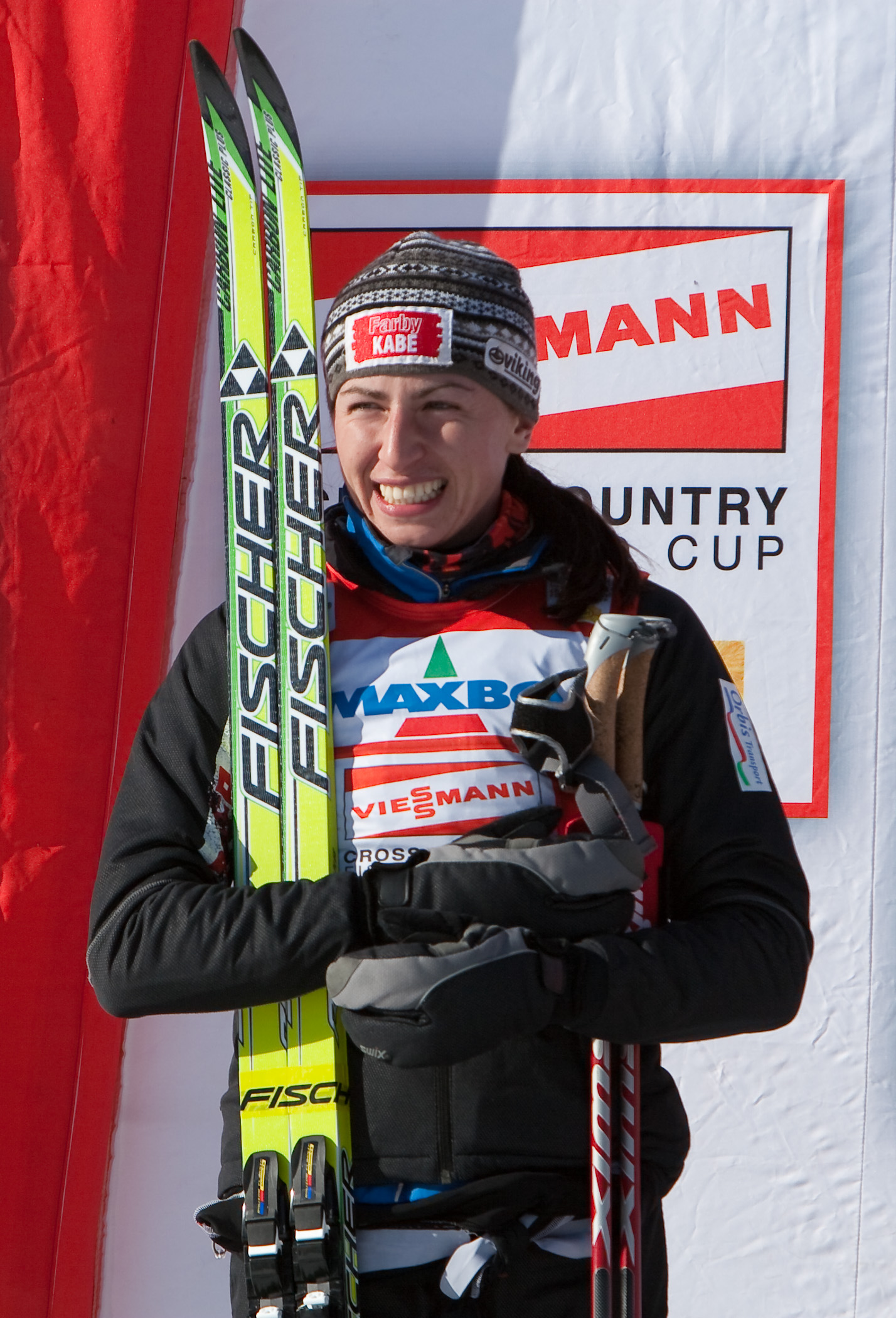
Justyna Kowalczyk – zwyciężczyni klasyfikacji generalnej Pucharu Świata, zwyciężczyni klasyfikacji biegów dystansowych
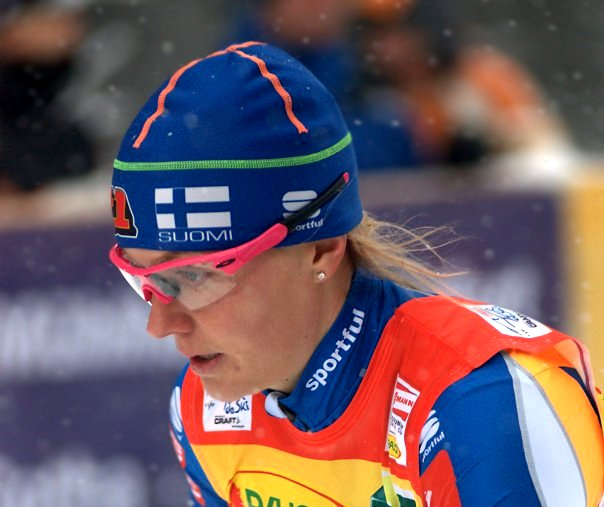
Virpi Kuitunen – zwyciężczyni Tour de Ski
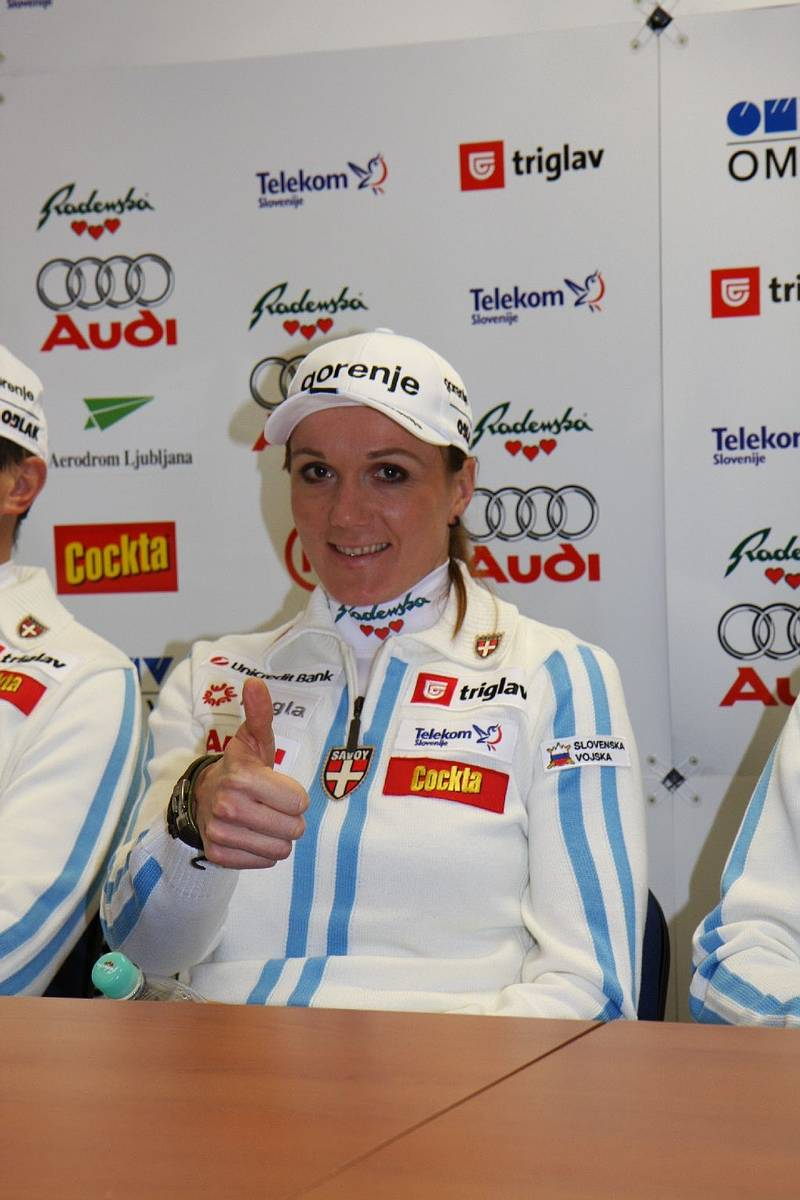
Petra Majdič – zwyciężczyni klasyfikacji sprintów
Reprezentacja Finlandii – zwycięzca klasyfikacji Pucharu Narodów

### Mężczyźni

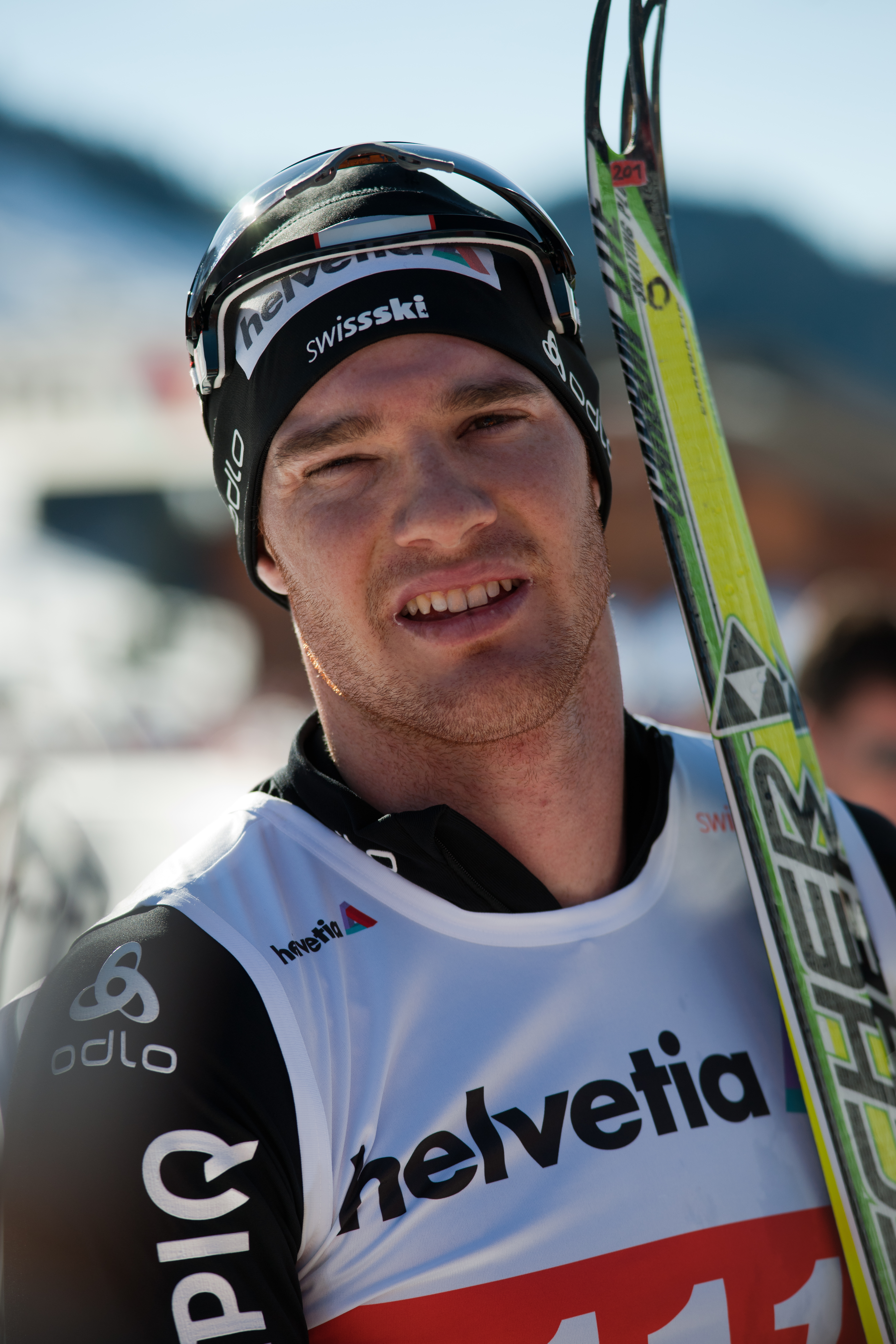
Dario Cologna – zwycięzca klasyfikacji generalnej Pucharu Świata, zwycięzca Tour de Ski
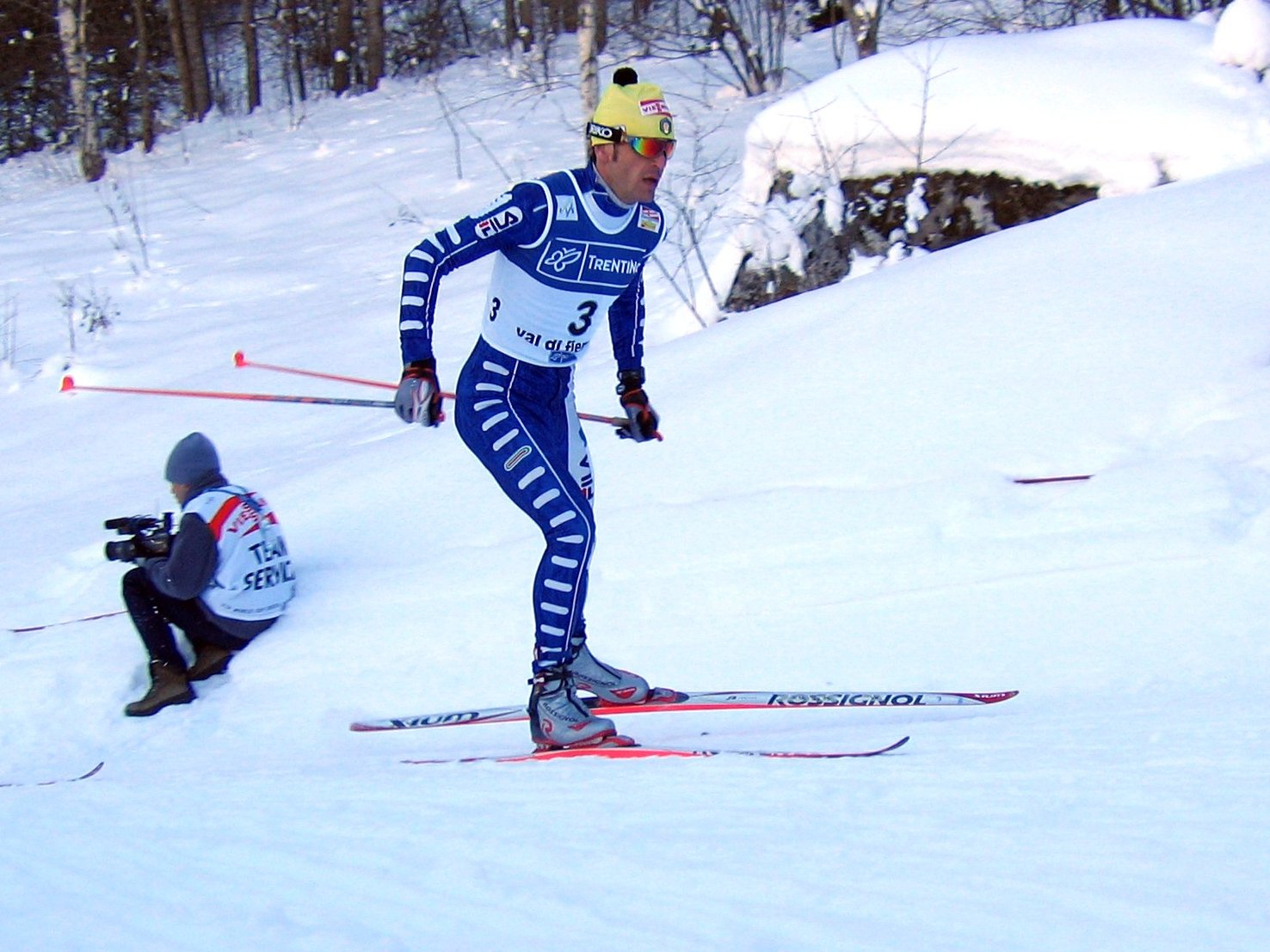
Pietro Piller Cottrer – zwycięzca klasyfikacji biegów dystansowych
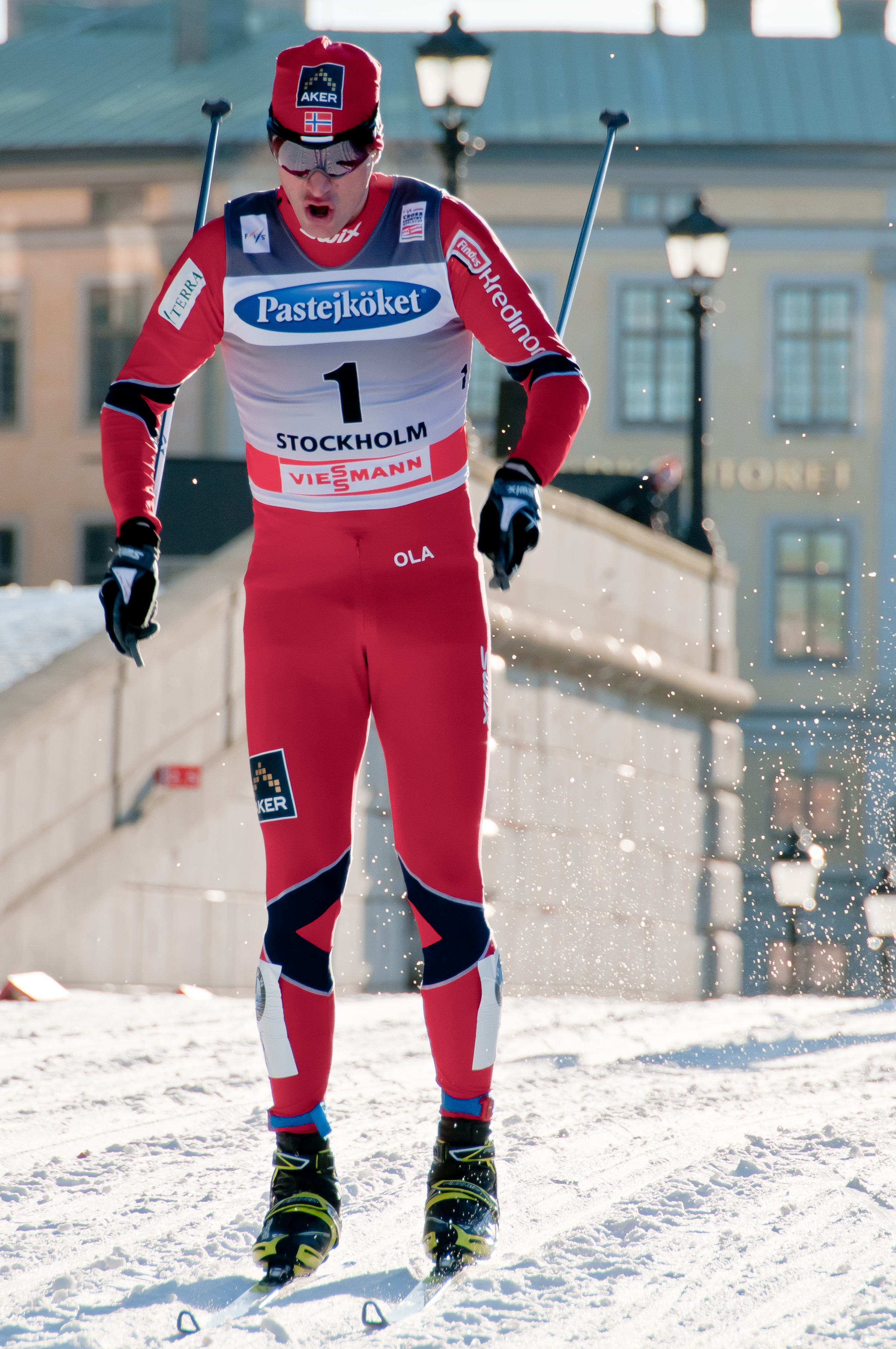
Ola Vigen Hattestad – zwycięzca klasyfikacji sprintu
Reprezentacja Norwegii – zwycięzca klasyfikacji Pucharu Narodów

## Kalendarz i wyniki

### Kobiety
| Lp.                                                                                    | Miejscowość                                           | Dystans                                               | Data                                                  | 1. miejsce                                                                                | 2. miejsce                                                                            | 3. miejsce                                                                                             |
| -------------------------------------------------------------------------------------- | ----------------------------------------------------- | ----------------------------------------------------- | ----------------------------------------------------- | ----------------------------------------------------------------------------------------- | ------------------------------------------------------------------------------------- | --- |
| 1.                                                                                     | Gällivare                                             | 10 km s. dowolnym                                     | 22 listopada 2008                                     | Charlotte Kalla                                                                           | Marit Bjørgen                                                                         | Aino-Kaisa Saarinen                                                                                    |
| 2.                                                                                     | Gällivare                                             | Sztafeta 4×5 km                                       | 23 listopada 2008                                     | Norwegia I Marit Bjørgen · Therese Johaug · Kristin Størmer Steira · Marthe Kristoffersen | Finlandia Pirjo Muranen · Virpi Kuitunen · Aino-Kaisa Saarinen · Riitta-Liisa Roponen | Szwecja I Jenny Hansson · Britta Norgren · Anna Haag · Charlotte Kalla                                 |
| 3.                                                                                     | Ruka                                                  | Sprint s. klasycznym                                  | 29 listopada 2008                                     | Petra Majdič                                                                              | Lina Andersson                                                                        | Justyna Kowalczyk                                                                                      |
| 4.                                                                                     | Ruka                                                  | 10 km s. klasycznym                                   | 30 listopada 2008                                     | Aino-Kaisa Saarinen                                                                       | Virpi Kuitunen                                                                        | Marit Bjørgen                                                                                          |
| 5.                                                                                     | La Clusaz                                             | 15 km s. dowolnym (start masowy)                      | 6 grudnia 2008                                        | Kristin Størmer Steira                                                                    | Aino-Kaisa Saarinen                                                                   | Therese Johaug                                                                                         |
| 6.                                                                                     | La Clusaz                                             | Sztafeta 4×5 km                                       | 7 grudnia 2008                                        | Finlandia Pirjo Muranen · Virpi Kuitunen · Riitta-Liisa Roponen · Aino-Kaisa Saarinen     | Szwecja Lina Andersson · Sara Lindborg · Anna Haag · Charlotte Kalla                  | Norwegia Kristin Mürer Stemland · Therese Johaug · Betty Ann Bjerkreim Nilsen · Kristin Størmer Steira |
| 7.                                                                                     | Davos                                                 | 10 km s. klasycznym                                   | 13 grudnia 2008                                       | Virpi Kuitunen                                                                            | Aino-Kaisa Saarinen                                                                   | Marit Bjørgen                                                                                          |
| 8.                                                                                     | Davos                                                 | Sprint s. dowolnym                                    | 14 grudnia 2008                                       | Petra Majdič                                                                              | Celine Brun-Lie                                                                       | Marit Bjørgen                                                                                          |
| 9.                                                                                     | Düsseldorf                                            | Sprint s. dowolnym                                    | 20 grudnia 2008                                       | Petra Majdič                                                                              | Natalja Matwiejewa                                                                    | Maiken Caspersen Falla                                                                                 |
| 10.                                                                                    | Düsseldorf                                            | Sprint drużynowy s. dowolnym                          | 21 grudnia 2008                                       | Rosja I Natalja Korostielowa · Natalja Matwiejewa                                         | Norwegia I Celine Brun-Lie · Maiken Caspersen Falla                                   | Niemcy I Stefanie Böhler · Claudia Nystad                                                              |
| Tour de Ski (27 grudnia 2008 – 4 stycznia 2009)                                        |                                                       |                                                       |                                                       |                                                                                           |                                                                                       | |
|                                                                                        | Oberhof                                               | 2,8 km s. dowolnym (prolog)                           | 27 grudnia 2008                                       | Claudia Nystad                                                                            | Arianna Follis                                                                        | Petra Majdič Justyna Kowalczyk                                                                         |
|                                                                                        | Oberhof                                               | 10 km s. klasycznym (bieg pościgowy)                  | 28 grudnia 2008                                       | Virpi Kuitunen                                                                            | Marit Bjørgen                                                                         | Justyna Kowalczyk                                                                                      |
|                                                                                        | Praga                                                 | Sprint s. dowolnym                                    | 29 grudnia 2008                                       | Arianna Follis                                                                            | Aino-Kaisa Saarinen                                                                   | Petra Majdič                                                                                           |
|                                                                                        | Nové Město na Moravě                                  | 9 km s. klasycznym                                    | 31 grudnia 2008                                       | Virpi Kuitunen                                                                            | Aino-Kaisa Saarinen                                                                   | Marit Bjørgen                                                                                          |
|                                                                                        | Nové Město na Moravě                                  | Sprint s. dowolnym                                    | 1 stycznia 2009                                       | Arianna Follis                                                                            | Petra Majdič                                                                          | Aino-Kaisa Saarinen                                                                                    |
|                                                                                        | Val di Fiemme                                         | 10 km s. klasycznym (start masowy)                    | 3 stycznia 2009                                       | Virpi Kuitunen                                                                            | Petra Majdič                                                                          | Aino-Kaisa Saarinen                                                                                    |
|                                                                                        | Val di Fiemme                                         | 9 km s. dowolnym (bieg pościgowy)                     | 4 stycznia 2009                                       | Therese Johaug                                                                            | Kristin Størmer Steira                                                                | Wałentyna Szewczenko                                                                                   |
| 11.                                                                                    | Tour de Ski 2008/2009 – klasyfikacja końcowa          | Tour de Ski 2008/2009 – klasyfikacja końcowa          | Tour de Ski 2008/2009 – klasyfikacja końcowa          | Virpi Kuitunen                                                                            | Aino-Kaisa Saarinen                                                                   | Petra Majdič                                                                                           |
| Zakończenie Tour de Ski                                                                |                                                       |                                                       |                                                       |                                                                                           |                                                                                       | |
| 12.                                                                                    | Whistler                                              | Sprint s. klasycznym                                  | 16 stycznia 2009                                      | Alena Procházková                                                                         | Justyna Kowalczyk                                                                     | Anna Olsson                                                                                            |
| 13.                                                                                    | Whistler                                              | 15 km bieg łączony                                    | 17 stycznia 2009                                      | Justyna Kowalczyk                                                                         | Marianna Longa                                                                        | Arianna Follis                                                                                         |
| 14.                                                                                    | Whistler                                              | Sprint drużynowy s. dowolnym                          | 18 stycznia 2009                                      | Włochy I Magda Genuin · Arianna Follis                                                    | Niemcy Nicole Fessel · Stefanie Böhler                                                | Szwecja I Lina Andersson · Anna Olsson                                                                 |
| 15.                                                                                    | Otepää                                                | 10 km s. klasycznym                                   | 24 stycznia 2009                                      | Justyna Kowalczyk                                                                         | Aino-Kaisa Saarinen                                                                   | Virpi Kuitunen                                                                                         |
| 16.                                                                                    | Otepää                                                | Sprint s. klasycznym                                  | 25 stycznia 2009                                      | Petra Majdič                                                                              | Aino-Kaisa Saarinen                                                                   | Virpi Kuitunen                                                                                         |
| 17.                                                                                    | Rybińsk                                               | 10 km s. dowolnym (start masowy)                      | 30 stycznia 2009                                      | Marianna Longa                                                                            | Arianna Follis                                                                        | Stefanie Böhler                                                                                        |
| 18.                                                                                    | Rybińsk                                               | Sprint s. dowolnym                                    | 31 stycznia 2009                                      | Pirjo Muranen                                                                             | Arianna Follis                                                                        | Magda Genuin                                                                                           |
| 19.                                                                                    | Rybińsk                                               | 15 km bieg łączony                                    | 1 lutego 2009                                         | odwołany                                                                                  | odwołany                                                                              | odwołany                                                                                               |
| 19.                                                                                    | Valdidentro                                           | Sprint s. dowolnym                                    | 13 lutego 2009                                        | Petra Majdič                                                                              | Pirjo Muranen                                                                         | Magda Genuin                                                                                           |
| 20.                                                                                    | Valdidentro                                           | 10 km s. klasycznym                                   | 14 lutego 2009                                        | Justyna Kowalczyk                                                                         | Marianna Longa                                                                        | Petra Majdič                                                                                           |
| Mistrzostwa Świata w Narciarstwie Klasycznym 2009 w Libercu (19 lutego – 1 marca 2009) |                                                       |                                                       |                                                       |                                                                                           |                                                                                       | |
| 21.                                                                                    | Lahti                                                 | Sprint s. dowolnym                                    | 7 marca 2009                                          | Petra Majdič                                                                              | Arianna Follis                                                                        | Pirjo Muranen                                                                                          |
| 22.                                                                                    | Lahti                                                 | 10 km s. dowolnym                                     | 8 marca 2009                                          | Justyna Kowalczyk                                                                         | Charlotte Kalla                                                                       | Marthe Kristoffersen                                                                                   |
| 23.                                                                                    | Trondheim                                             | Sprint s. klasycznym                                  | 12 marca 2009                                         | Petra Majdič                                                                              | Alena Procházková                                                                     | Justyna Kowalczyk                                                                                      |
| 24.                                                                                    | Trondheim                                             | 30 km s. klasycznym (start masowy)                    | 14 marca 2009                                         | Petra Majdič                                                                              | Justyna Kowalczyk                                                                     | Masako Ishida                                                                                          |
| Finał Pucharu Świata (18–22 marca 2009)                                                |                                                       |                                                       |                                                       |                                                                                           |                                                                                       | |
|                                                                                        | Sztokholm                                             | Sprint s. klasycznym                                  | 18 marca 2009                                         | Petra Majdič                                                                              | Aino-Kaisa Saarinen                                                                   | Anna Olsson                                                                                            |
|                                                                                        | Falun                                                 | 2,5 km s. dowolnym (prolog)                           | 20 marca 2009                                         | Claudia Nystad                                                                            | Charlotte Kalla                                                                       | Justyna Kowalczyk                                                                                      |
|                                                                                        | Falun                                                 | 10 km bieg łączony                                    | 21 marca 2009                                         | Riitta-Liisa Roponen                                                                      | Therese Johaug                                                                        | Justyna Kowalczyk                                                                                      |
|                                                                                        | Falun                                                 | 10 km s. dowolnym (bieg pościgowy)                    | 22 marca 2009                                         | Kristin Størmer Steira                                                                    | Therese Johaug                                                                        | Marthe Kristoffersen                                                                                   |
| 25.                                                                                    | Finał Pucharu Świata 2008/2009 – klasyfikacja końcowa | Finał Pucharu Świata 2008/2009 – klasyfikacja końcowa | Finał Pucharu Świata 2008/2009 – klasyfikacja końcowa | Justyna Kowalczyk                                                                         | Therese Johaug                                                                        | Charlotte Kalla                                                                                        |
| Zakończenie Finału Pucharu Świata                                                      |                                                       |                                                       |                                                       |                                                                                           |                                                                                       | |
| Zakończenie Sezonu 2008/2009                                                           |                                                       |                                                       |                                                       |                                                                                           |                                                                                       | |

### Mężczyźni
| Lp.                                                                                    | Miejscowość                                           | Dystans                                               | Data                                                  | 1. miejsce                                                                                  | 2. miejsce                                                                        | 3. miejsce                                                                           |
| -------------------------------------------------------------------------------------- | ----------------------------------------------------- | ----------------------------------------------------- | ----------------------------------------------------- | ------------------------------------------------------------------------------------------- | --------------------------------------------------------------------------------- | ------------------------------------------------------------------------------------ |
| 1.                                                                                     | Gällivare                                             | 15 km s. dowolnym                                     | 22 listopada 2008                                     | Marcus Hellner                                                                              | Pietro Piller Cottrer                                                             | Petter Northug                                                                       |
| 2.                                                                                     | Gällivare                                             | Sztafeta 4×10 km                                      | 23 listopada 2008                                     | Norwegia I Martin Johnsrud Sundby · Eldar Rønning · Tore Ruud Hofstad · Petter Northug      | Szwecja I Daniel Richardsson · Johan Olsson · Rickard Andreasson · Marcus Hellner | Niemcy Jens Filbrich · Tobias Angerer · Tom Reichelt · Axel Teichmann                |
| 3.                                                                                     | Ruka                                                  | Sprint s. klasycznym                                  | 29 listopada 2008                                     | Ola Vigen Hattestad                                                                         | Tor Arne Hetland                                                                  | John Kristian Dahl                                                                   |
| 4.                                                                                     | Ruka                                                  | 15 km s. klasycznym                                   | 30 listopada 2008                                     | Martin Johnsrud Sundby                                                                      | Lukáš Bauer                                                                       | Sami Jauhojärvi                                                                      |
| 5.                                                                                     | La Clusaz                                             | 30 km s. dowolnym (start masowy)                      | 6 grudnia 2008                                        | Petter Northug                                                                              | Dario Cologna                                                                     | Aleksandr Legkow                                                                     |
| 6.                                                                                     | La Clusaz                                             | Sztafeta 4×10 km                                      | 7 grudnia 2008                                        | Norwegia I Tor Arne Hetland · Martin Johnsrud Sundby · Tord Asle Gjerdalen · Petter Northug | Szwecja Daniel Richardsson · Johan Olsson · Anders Södergren · Marcus Hellner     | Francja I Jean-Marc Gaillard · Vincent Vittoz · Maurice Manificat · Emmanuel Jonnier |
| 7.                                                                                     | Davos                                                 | 15 km s. klasycznym                                   | 13 grudnia 2008                                       | Johan Olsson                                                                                | Axel Teichmann                                                                    | Sami Jauhojärvi                                                                      |
| 8.                                                                                     | Davos                                                 | Sprint s. dowolnym                                    | 14 grudnia 2008                                       | Ola Vigen Hattestad                                                                         | Johan Kjølstad                                                                    | Renato Pasini                                                                        |
| 9.                                                                                     | Düsseldorf                                            | Sprint s. dowolnym                                    | 20 grudnia 2008                                       | Ola Vigen Hattestad                                                                         | Tor Arne Hetland                                                                  | Fabio Pasini                                                                         |
| 10.                                                                                    | Düsseldorf                                            | Sprint drużynowy s. dowolnym                          | 21 grudnia 2008                                       | Norwegia I Tor Arne Hetland · Ola Vigen Hattestad                                           | Szwecja I Björn Lind · Thobias Fredriksson                                        | Rosja I Aleksiej Pietuchow · Nikołaj Moriłow                                         |
| Tour de Ski (27 grudnia 2008 – 4 stycznia 2009)                                        |                                                       |                                                       |                                                       |                                                                                             |                                                                                   |                                                                                      |
|                                                                                        | Oberhof                                               | 3,7 km s. dowolnym (prolog)                           | 27 grudnia 2008                                       | Axel Teichmann                                                                              | Dario Cologna                                                                     | Petter Northug                                                                       |
|                                                                                        | Oberhof                                               | 15 km s. klasycznym (bieg pościgowy)                  | 28 grudnia 2008                                       | Dario Cologna                                                                               | Axel Teichmann                                                                    | Devon Kershaw                                                                        |
|                                                                                        | Praga                                                 | Sprint s. dowolnym                                    | 29 grudnia 2008                                       | Tor Arne Hetland                                                                            | Wasilij Roczew                                                                    | Jean-Marc Gaillard                                                                   |
|                                                                                        | Nové Město na Moravě                                  | 15 km s. klasycznym                                   | 31 grudnia 2008                                       | Axel Teichmann                                                                              | Martin Johnsrud Sundby                                                            | Nikołaj Czebot´ko                                                                    |
|                                                                                        | Nové Město na Moravě                                  | Sprint s. dowolnym                                    | 1 stycznia 2009                                       | Petter Northug                                                                              | Tor Arne Hetland                                                                  | Cristian Zorzi                                                                       |
|                                                                                        | Val di Fiemme                                         | 20 km s. klasycznym (start masowy)                    | 3 stycznia 2009                                       | Axel Teichmann                                                                              | Sami Jauhojärvi                                                                   | Nikołaj Czebot´ko                                                                    |
|                                                                                        | Val di Fiemme                                         | 10 km s. dowolnym (bieg pościgowy)                    | 4 stycznia 2009                                       | Ivan Babikov                                                                                | Tom Reichelt                                                                      | Giorgio Di Centa                                                                     |
| 11.                                                                                    | Tour de Ski 2008/2009 – klasyfikacja końcowa          | Tour de Ski 2008/2009 – klasyfikacja końcowa          | Tour de Ski 2008/2009 – klasyfikacja końcowa          | Dario Cologna                                                                               | Petter Northug                                                                    | Axel Teichmann                                                                       |
| Zakończenie Tour de Ski                                                                |                                                       |                                                       |                                                       |                                                                                             |                                                                                   |                                                                                      |
| 12.                                                                                    | Whistler                                              | Sprint s. klasycznym                                  | 16 stycznia 2009                                      | Emil Jönsson                                                                                | Ola Vigen Hattestad                                                               | Josef Wenzl                                                                          |
| 13.                                                                                    | Whistler                                              | 30 km bieg łączony                                    | 17 stycznia 2009                                      | Pietro Piller Cottrer                                                                       | Jean-Marc Gaillard                                                                | Valerio Checchi                                                                      |
| 14.                                                                                    | Whistler                                              | Sprint drużynowy s. dowolnym                          | 18 stycznia 2009                                      | Szwecja Robin Bryntesson · Emil Jönsson                                                     | Włochy I Fabio Pasini · Renato Pasini                                             | Kanada I George Grey · Alex Harvey                                                   |
| 15.                                                                                    | Otepää                                                | 15 km s. klasycznym                                   | 24 stycznia 2009                                      | Lukáš Bauer                                                                                 | Johan Olsson                                                                      | Vincent Vittoz                                                                       |
| 16.                                                                                    | Otepää                                                | Sprint s. klasycznym                                  | 25 stycznia 2009                                      | Ola Vigen Hattestad                                                                         | Øystein Pettersen                                                                 | Børre Næss                                                                           |
| 17.                                                                                    | Rybińsk                                               | 15 km s. dowolnym (start masowy)                      | 30 stycznia 2009                                      | Tobias Angerer                                                                              | Jean-Marc Gaillard                                                                | Siarhiej Dalidowicz                                                                  |
| 18.                                                                                    | Rybińsk                                               | Sprint s. dowolnym                                    | 31 stycznia 2009                                      | Renato Pasini                                                                               | Aleksiej Pietuchow                                                                | Anton Gafarow                                                                        |
| 19.                                                                                    | Rybińsk                                               | 30 km bieg łączony                                    | 1 lutego 2009                                         | odwołany                                                                                    | odwołany                                                                          | odwołany                                                                             |
| 19.                                                                                    | Valdidentro                                           | Sprint s. dowolnym                                    | 13 lutego 2009                                        | Ola Vigen Hattestad                                                                         | Aleksiej Pietuchow                                                                | Emil Jönsson                                                                         |
| 20.                                                                                    | Valdidentro                                           | 15 km s. klasycznym                                   | 14 lutego 2009                                        | Anders Södergren                                                                            | Jens Arne Svartedal                                                               | Johan Olsson                                                                         |
| Mistrzostwa Świata w Narciarstwie Klasycznym 2009 w Libercu (19 lutego – 1 marca 2009) |                                                       |                                                       |                                                       |                                                                                             |                                                                                   |                                                                                      |
| 21.                                                                                    | Lahti                                                 | Sprint s. dowolnym                                    | 7 marca 2009                                          | Petter Northug                                                                              | Ola Vigen Hattestad                                                               | Nikołaj Moriłow                                                                      |
| 22.                                                                                    | Lahti                                                 | 15 km s. dowolnym                                     | 8 marca 2009                                          | Aleksandr Legkow                                                                            | Pietro Piller Cottrer                                                             | Christian Hoffmann                                                                   |
| 23.                                                                                    | Trondheim                                             | Sprint s. klasycznym                                  | 12 marca 2009                                         | Ola Vigen Hattestad                                                                         | Petter Northug                                                                    | John Kristian Dahl                                                                   |
| 24.                                                                                    | Trondheim                                             | 50 km s. klasycznym (start masowy)                    | 14 marca 2009                                         | Sami Jauhojärvi                                                                             | Tobias Angerer                                                                    | Alex Harvey                                                                          |
| Finał Pucharu Świata (18–22 marca 2009)                                                |                                                       |                                                       |                                                       |                                                                                             |                                                                                   |                                                                                      |
|                                                                                        | Sztokholm                                             | Sprint s. klasycznym                                  | 18 marca 2009                                         | Johan Kjølstad                                                                              | John Kristian Dahl                                                                | Eldar Rønning                                                                        |
|                                                                                        | Falun                                                 | 3,3 km s. dowolnym (prolog)                           | 20 marca 2009                                         | Axel Teichmann                                                                              | Dario Cologna                                                                     | Martin Koukal                                                                        |
|                                                                                        | Falun                                                 | 20 km bieg łączony                                    | 21 marca 2009                                         | Dario Cologna                                                                               | Marcus Hellner                                                                    | Tobias Angerer                                                                       |
|                                                                                        | Falun                                                 | 15 km s. dowolnym (bieg pościgowy)                    | 22 marca 2009                                         | Siergiej Szyriajew                                                                          | Vincent Vittoz                                                                    | Juha Lallukka                                                                        |
| 25.                                                                                    | Finał Pucharu Świata 2008/2009 – klasyfikacja końcowa | Finał Pucharu Świata 2008/2009 – klasyfikacja końcowa | Finał Pucharu Świata 2008/2009 – klasyfikacja końcowa | Dario Cologna                                                                               | Vincent Vittoz                                                                    | Aleksandr Legkow                                                                     |
| Zakończenie Finału Pucharu Świata                                                      |                                                       |                                                       |                                                       |                                                                                             |                                                                                   |                                                                                      |
| Zakończenie Sezonu 2008/2009                                                           |                                                       |                                                       |                                                       |                                                                                             |                                                                                   |                                                                                      |

## Klasyfikacje

### Kobiety
| Lp.  | Zawodniczka            | Punkty |
| ---- | ---------------------- | ------ |
| 1.   | Justyna Kowalczyk      | 1812   |
| 2.   | Petra Majdič           | 1716   |
| 3.   | Aino-Kaisa Saarinen    | 1465   |
| 4.   | Arianna Follis         | 1138   |
| 5.   | Virpi Kuitunen         | 1132   |
| 6.   | Marianna Longa         | 1002   |
| 7.   | Pirjo Muranen          | 990    |
| 8.   | Therese Johaug         | 829    |
| 9.   | Kristin Størmer Steira | 828    |
| 10.  | Marit Bjørgen          | 709    |
| ...  |                        |        |
| 75.  | Sylwia Jaśkowiec       | 22     |
| 125. | Kornelia Marek         | 3      |

| Lp. | Zawodniczka            | Punkty |
| --- | ---------------------- | ------ |
| 1.  | Justyna Kowalczyk      | 1004   |
| 2.  | Aino-Kaisa Saarinen    | 708    |
| 3.  | Marianna Longa         | 662    |
| 4.  | Kristin Størmer Steira | 590    |
| 5.  | Petra Majdič           | 553    |
| 6.  | Virpi Kuitunen         | 528    |
| 7.  | Therese Johaug         | 507    |
| 8.  | Arianna Follis         | 492    |
| 9.  | Marit Bjørgen          | 436    |
| 10. | Wałentyna Szewczenko   | 419    |
| ... |                        |        |
| 48. | Sylwia Jaśkowiec       | 22     |
| 90. | Kornelia Marek         | 3      |

| Lp. | Zawodniczka         | Punkty |
| --- | ------------------- | ------ |
| 1.  | Petra Majdič        | 879    |
| 2.  | Arianna Follis      | 470    |
| 3.  | Pirjo Muranen       | 461    |
| 4.  | Justyna Kowalczyk   | 408    |
| 5.  | Aino-Kaisa Saarinen | 407    |
| 6.  | Alena Procházková   | 353    |
| 7.  | Magda Genuin        | 325    |
| 8.  | Anna Olsson         | 258    |
| 9.  | Celine Brun-Lie     | 212    |
| 10. | Lina Andersson      | 210    |

### Mężczyźni
| Lp.  | Zawodnik              | Punkty |
| ---- | --------------------- | ------ |
| 1.   | Dario Cologna         | 1346   |
| 2.   | Petter Northug        | 1220   |
| 3.   | Ola Vigen Hattestad   | 792    |
| 4.   | Pietro Piller Cottrer | 784    |
| 5.   | Sami Jauhojärvi       | 775    |
| 6.   | Axel Teichmann        | 724    |
| 7.   | Jean-Marc Gaillard    | 671    |
| 8.   | Giorgio Di Centa      | 652    |
| 9.   | Lukáš Bauer           | 612    |
| 10.  | Vincent Vittoz        | 589    |
| ...  |                       |        |
| 109. | Janusz Krężelok       | 27     |
| 160. | Maciej Kreczmer       | 6      |

| Lp. | Zawodnik              | Punkty |
| --- | --------------------- | ------ |
| 1.  | Pietro Piller Cottrer | 560    |
| 2.  | Dario Cologna         | 541    |
| 3.  | Petter Northug        | 492    |
| 4.  | Sami Jauhojärvi       | 473    |
| 5.  | Lukáš Bauer           | 464    |
| 6.  | Axel Teichmann        | 445    |
| 7.  | Johan Olsson          | 433    |
| 8.  | Aleksandr Legkow      | 410    |
| 9.  | Tobias Angerer        | 378    |
| 10. | Jean-Marc Gaillard    | 376    |

| Lp. | Zawodnik            | Punkty |
| --- | ------------------- | ------ |
| 1.  | Ola Vigen Hattestad | 792    |
| 2.  | Renato Pasini       | 359    |
| 3.  | Tor Arne Hetland    | 335    |
| 4.  | John Kristian Dahl  | 326    |
| 5.  | Petter Northug      | 308    |
| 6.  | Aleksiej Pietuchow  | 278    |
| 7.  | Emil Jönsson        | 272    |
| 8.  | Nikołaj Moriłow     | 261    |
| 9.  | Dario Cologna       | 205    |
| 10. | Nikita Kriukow      | 204    |
| ... |                     |        |
| 59. | Janusz Krężelok     | 27     |
| 97. | Maciej Kreczmer     | 6      |

### Puchar Narodów
| Lp. | Państwo   | Punkty |
| --- | --------- | ------ |
| 1.  | Finlandia | 5032   |
| 2.  | Norwegia  | 3785   |
| 3.  | Włochy    | 3181   |
| 4.  | Rosja     | 2819   |
| 5.  | Szwecja   | 2603   |
| 6.  | Niemcy    | 2242   |
| 7.  | Słowenia  | 1994   |
| 8.  | Polska    | 1963   |
| 9.  | Francja   | 632    |
| 10. | Ukraina   | 597    |

| Lp. | Państwo    | Punkty |
| --- | ---------- | ------ |
| 1.  | Norwegia   | 5702   |
| 2.  | Rosja      | 3341   |
| 3.  | Włochy     | 3172   |
| 4.  | Szwecja    | 2418   |
| 5.  | Francja    | 2211   |
| 6.  | Niemcy     | 2206   |
| 7.  | Szwajcaria | 2010   |
| 8.  | Finlandia  | 1630   |
| 9.  | Czechy     | 1208   |
| 10. | Kanada     | 1146   |
| ... |            |        |
| 18. | Polska     | 69     |

## Statystyki indywidualne

### Kobiety
| Zawodniczka    | Gällivare 22.11 (10 km F) | Ruka 29.11 (SP C) | Ruka 30.11 (10 km C) | La Clusaz 6.12 (15 km F) | Davos 13.12 (10 km C) | Davos 14.12 (SP F) | Düsseldorf 20.12 (SP F) | TdS | Whistler 16.01 (SP C) | Whistler 17.01 (2x7,5 km) | Otepää 24.01 (10 km C) | Otepää 25.01 (SP C) | Rybińsk 30.01 (10 km F) | Rybińsk 31.01 (SP F) | Valdidentro 13.02 (SP F) | Valdidentro 14.02 (10 km C) | Lahti 07.03 (SP F) | Lahti 08.03 (10 km F) | Trondheim 12.03 (SP C) | Trondheim 14.03 (30 km C) | Finał Pucharu Świata |
| J. Kowalczyk   | 7                         | 3                 | 5                    | 7                        | 4                     | 7                  | –                       | 4   | 2                     | 1                         | 1                      | 7                   | 12                      | 5                    | 21                       | 1                           | 11                 | 1                     | 3                      | 2                         | 1                    |
| P. Majdič      | 18                        | 1                 | 6                    | –                        | 7                     | 1                  | 1                       | 3   | –                     | –                         | 4                      | 1                   | 20                      | 7                    | 1                        | 3                           | 1                  | 19                    | 1                      | 1                         | 12                   |
| A.-K. Saarinen | 3                         | 5                 | 1                    | 2                        | 2                     | 8                  | –                       | 2   | –                     | –                         | 2                      | 2                   | 8                       | 4                    | 13                       | 7                           | –                  | –                     | 5                      | 9                         | 16                   |
| A. Follis      | 5                         | dns               | 11                   | 10                       | 19                    | 4                  | 5                       | 8   | 17                    | 3                         | –                      | –                   | 2                       | 2                    | 5                        | dns                         | 2                  | 5                     | 6                      | dns                       | 11                   |
| V. Kuitunen    | 13                        | 6                 | 2                    | 9                        | 1                     | 29                 | –                       | 1   | –                     | –                         | 3                      | 3                   | 14                      | 11                   | –                        | 10                          | 9                  | 34                    | –                      | –                         | –                    |
| M. Longa       | 20                        | dns               | 4                    | 5                        | 8                     | 20                 | –                       | 5   | 12                    | 2                         | –                      | –                   | 1                       | dns                  | –                        | 2                           | –                  | 11                    | 17                     | 6                         | 13                   |
| P. Muranen     | 24                        | 8                 | 10                   | dnf                      | 17                    | 18                 | 10                      | 12  | –                     | –                         | 7                      | 4                   | 4                       | 1                    | 2                        | –                           | 3                  | 6                     | –                      | –                         | 6                    |
| T. Johaug      | 4                         | –                 | 13                   | 3                        | –                     | –                  | –                       | 6   | –                     | –                         | 5                      | –                   | –                       | –                    | –                        | 17                          | –                  | 10                    | 34                     | 7                         | 2                    |
| K.S. Steira    | 6                         | –                 | 16                   | 1                        | 5                     | –                  | –                       | 9   | –                     | –                         | –                      | –                   | 6                       | –                    | –                        | 6                           | –                  | 8                     | 28                     | 4                         | 4                    |
| M. Bjørgen     | 2                         | 13                | 3                    | –                        | 3                     | 3                  | –                       | 10  | –                     | –                         | 6                      | –                   | –                       | –                    | –                        | dns                         | 44                 | –                     | –                      | –                         | 20                   |

### Mężczyźni
| Zawodnik          | Gällivare 22.11 (15 km F) | Ruka 29.11 (SP C) | Ruka 30.11 (15 km C) | La Clusaz 6.12 (30 km F) | Davos 13.12 (15 km C) | Davos 14.12 (SP F) | Düsseldorf 20.12 (SP F) | TdS | Whistler 16.01 (SP C) | Whistler 17.01 (2x15 km) | Otepää 24.01 (15 km C) | Otepää 25.01 (SP C) | Rybińsk 30.01 (15 km F) | Rybińsk 31.01 (SP F) | Valdidentro 13.02 (SP F) | Valdidentro 14.02 (15 km C) | Lahti 07.03 (SP F) | Lahti 08.03 (15 km F) | Trondheim 12.03 (SP C) | Trondheim 14.03 (50 km C) | Finał Pucharu Świata |
| D. Cologna        | 14                        | 23                | 13                   | 2                        | 8                     | 4                  | –                       | 1   | –                     | –                        | 5                      | 43                  | 10                      | –                    | 13                       | 18                          | 37                 | 12                    | 5                      | 15                        | 1                    |
| P. Northug        | 3                         | –                 | –                    | 1                        | 55                    | 19                 | –                       | 2   | –                     | –                        | –                      | –                   | –                       | –                    | 12                       | 15                          | 1                  | 7                     | 2                      | 5                         | 4                    |
| O.V. Hattestad    | –                         | 1                 | –                    | –                        | –                     | 1                  | 1                       | –   | 2                     | –                        | –                      | 1                   | –                       | dns                  | 1                        | –                           | 2                  | –                     | 1                      | –                         | 69                   |
| P. Piller Cottrer | 2                         | dns               | 19                   | 7                        | 17                    | 66                 | –                       | 7   | 16                    | 1                        | –                      | –                   | 5                       | 39                   | –                        | 38                          | –                  | 2                     | –                      | 13                        | 14                   |
| S. Jauhojärvi     | 17                        | 13                | 3                    | 33                       | 3                     | 68                 | –                       | 9   | –                     | –                        | 8                      | 9                   | 19                      | 37                   | –                        | 19                          | 10                 | 34                    | 41                     | 1                         | 11                   |
| A. Teichmann      | 16                        | 42                | 12                   | 62                       | 2                     | 68                 | 13                      | 3   | –                     | –                        | 4                      | –                   | 14                      | –                    | –                        | 17                          | 31                 | 55                    | 20                     | dnf                       | 59                   |
| J.M. Gaillard     | 36                        | –                 | 18                   | 50                       | 10                    | 40                 | –                       | 6   | 2                     | 7                        | –                      | –                   | 2                       | –                    | 41                       | dns                         | 67                 | 50                    | –                      | –                         | 5                    |
| G. Di Centa       | 29                        | –                 | 32                   | 4                        | 27                    | –                  | –                       | 4   | 6                     | 9                        | –                      | –                   | 7                       | dns                  | 17                       | 23                          | –                  | 5                     | –                      | –                         | 15                   |
| L. Bauer          | 9                         | –                 | 2                    | 11                       | 19                    | –                  | –                       | 10  | –                     | –                        | 1                      | –                   | –                       | –                    | –                        | –                           | –                  | 9                     | –                      | 10                        | 12                   |
| V. Vittoz         | 6                         | –                 | 27                   | 18                       | 18                    | –                  | –                       | 17  | –                     | –                        | 3                      | –                   | 9                       | –                    | –                        | 26                          | –                  | 44                    | –                      | 10                        | 2                    |

## Starty Polaków

### Kobiety
| Zawodnik    | Gällivare 22.11 | Ruka 29.11 | Ruka 30.11 | La Clusaz 6.12 | Davos 13.12 | Davos 14.12 | Düsseldorf 20.12 | Oberhof 27.12 | Oberhof 28.12 | Praga 29.12 | Nové Město 31.12 | Nové Město 1.01 | Val di Fiemme 3.01 | Val di Fiemme 4.01 | TdS | Whistler 16.01 | Whistler 17.01 | Otepää 24.01 | Otepää 25.01 | Rybińsk 30.01 | Rybińsk 31.01 | Rybińsk 01.02 | Val di Dentro 13.02 | Val di Dentro 14.02 | Lahti 07.03 | Lahti 08.03 | Trondheim 12.03 | Trondheim 14.03 | Sztokholm 18.03 | Falun 20.03 | Falun 21.03 | Falun 22.03 | Falun 18-22.03 |
| J.Kowalczyk | 7               | 3          | 5          | 7              | 4           | 7           | –                | 3             | 3             | 11          | 4                | 26              | 15                 | 4                  | 4   | 2              | 1              | 1            | 7            | 12            | 5             | –             | 21                  | 1                   | 11          | 1           | 3               | 2               | 10              | 3           | 3           | 12          | 1              |
| S.Jaśkowiec | 31              | 54         | 65         | 41             | 46          | 46          | –                | –             | –             | –           | –                | –               | –                  | –                  | –   | –              | –              | –            | –            | –             | –             | –             | –                   | –                   | –           | 40          | 50              | 40              | 49              | 20          | 39          | 20          | 33             |
| K.Marek     | 68              | 65         | 73         | NU             | –           | –           | –                | –             | –             | –           | –                | –               | –                  | –                  | –   | –              | –              | –            | –            | –             | –             | –             | –                   | –                   | –           | –           | –               | –               | 70              | 28          | 37          | 41          | 39             |
| M.Galewicz  | 80              | –          | 75         | –              | 59          | 71          | –                | –             | –             | –           | –                | –               | –                  | –                  | –   | –              | –              | –            | –            | –             | –             | –             | –                   | –                   | –           | –           | –               | –               | –               | –           | –           | –           | –              |
| P.Maciuszek | –               | –          | –          | 54             | NU          | –           | –                | –             | –             | –           | –                | –               | –                  | –                  | –   | –              | –              | 48           | 49           | –             | –             | –             | –                   | –                   | –           | –           | –               | –               | –               | –           | –           | –           | –              |

### Mężczyźni
| Zawodnik    | Gällivare 22.11 | Ruka 29.11 | Ruka 30.11 | La Clusaz 6.12 | Davos 13.12 | Davos 14.12 | Düsseldorf 20.12 | Oberhof 27.12 | Oberhof 28.12 | Praga 29.12 | Nové Město 31.12 | Nové Město 1.01 | Val di Fiemme 3.01 | Val di Fiemme 4.01 | TdS | Whistler 16.01 | Whistler 17.01 | Otepää 24.01 | Otepää 25.01 | Rybińsk 30.01 | Rybińsk 31.01 | Rybińsk 01.02 | Val di Dentro 13.02 | Val di Dentro 14.02 | Lahti 07.03 | Lahti 08.03 | Trondheim 12.03 | Trondheim 14.03 | Sztokholm 18.03 | Falun 20.03 | Falun 21.03 | Falun 22.03 | Falun 18-22.03 |
| M. Kreczmer | 66              | 64         | 40         | 78             | 58          | 92          | –                | –             | –             | –           | –                | –               | –                  | –                  | –   | –              | –              | 52           | 50           | –             | –             | –             | –                   | –                   | 75          | 69          | 27              | NU              | 61              | 31          | 51          | 53          | 48             |
| J. Krężelok | 69              | 47         | 63         | –              | 67          | 72          | –                | 40            | 47            | 15          | 54               | 20              | 46                 | 48                 | 47  | –              | –              | –            | 46           | –             | –             | –             | –                   | –                   | 66          | 79          | 48              | –               | 65              | 53          | 69          | 58          | 63             |
| M. Michałek | 79              | –          | –          | 72             | 73          | –           | –                | –             | –             | –           | –                | –               | –                  | –                  | –   | –              | –              | –            | –            | –             | –             | –             | –                   | –                   | –           | –           | –               | –               | –               | –           | –           | –           | –              |